# AM1*
AM1* é uma técnica orbital molecular semiempirica em química computacional. O método foi desenvolvido por Timothy Clark e colaboradores (no Computador-Chemie-Centrum, Universität Erlangen-Nürnberg) e publicado pela primeira vez em 2003.
De fato, AM1* é uma extensão da teoria de orbita molecular AM1   e usa os parâmetros AM1 e teoria inalterado para os elementos de H, C, N, O e F. Mas, outros elementos têm sido parametrizada usando um conjunto adicional de d-orbitais no conjunto base  e com dois núcleo–núcleo centrais de parâmetros, ao invés de incluir funções Gaussiana usadas para modificar o núcleo–núcleo potencial em AM1. Além disso, para interações de metal-hidrogênio de transição, a um termo dependente da distância é usado para calcular potencialidade do núcleo-núcleo, ao invés de incluir o termo constante.
Parâmetros AM1* estão disponíveis para H, C, N, O, F, Al, Si, P, S, Cl, Ti, V, Cr, Mn, Fe, Co, Ni, Cu, Zn, Br, Zr, Mo, Pd, Ag, eu e Au.
AM1* é implementado no VAMP 10.0  e "Materials Studio" (Accelrys Software Inc.).